# Лібертанго
Лібертанго (ісп. Libertango) — композиція у стилі Танго Нуево композитора Астора П'яццолли, записана і видана в 1974 році у Мілані. Назва дана від злиття слів «свобода» (ісп. Libertad) і «танго» (символізує перехід П'яццолли від класичного танго в Танго Нуево).
За даними All Music Guide запис розійшовся більш ніж 50-ма релізами. Як основа, композиція використана в пісні Грейс Джонс «I've Seen That Face Before», а також у «Jungle Tango» Jazz Mandolin Project і «Moi je suis tango» Гі Маршана, французького музиканта.

## Виконання
1997 року ірландська фолк-співачка Шерон Шеннон записала версію для свого третього альбому під назвою «Each Little Thing». Цей запис, супроводжуваний вокалом Кірсті МакКолл вийшов під назвою «MacColl» тільки 2001 року в альбомі «The One and Only» після трагічної загибелі виконавиці. 2005 року Шеннон перевидала композицію, яка вийшла як головний трек її альбому.
2002 року свою версію даної композиції представив австралійсько-британський струнний квартет «Бонд» у другому альбомі «Shine».
Відома норвезька виконавиця класичної музики Тіна Тінг Хелсет відома своєю грою на трубі безлічі творів А. Пьяццоли, в тому числі і Лібертанго.
Так само Лібертанго зіграв гітарист Ел ді Меола в альбомі 2000 року The Grande Passion, а також всесвітньо відомий віолончеліст Йо-Йо Ма в альбомі Soul of the Tango: The Music of Ástor Piazzolla (1997 р.).

## В кіно
Це твір використовував також і Роман Полянський у своєму фільмі «Несамовитий».
В аніме «Принц тенісу» Атобе Кейгена і Ґен'ітіро Санада виконували цю композицію, тому у фандомах їх час від часу називають «Парою Танго».
Лібертанго звучало в кінофільмі «Урок танго» британського режисера Саллі Потер. Свою версію музики представили у спільному виступі акордеоніст Петро Дранга та скрипаль Дмитро Коган.

## У фігурному катанні

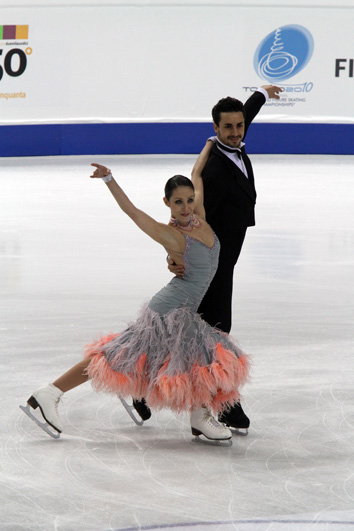
Федеріка Файелла / Массімо Скалі

Не оминула ця музика і світ фігурного катання. Програми під композицію виконували:
- Танцюристи на льоду:
  - дворазові олімпійські чемпіони Оксана Грищук / Євген Платов;
  - олімпійські чемпіони Тетяна Навка / Роман Костомаров;
  - дворазові чемпіони світу Албена Денкова / Максим Стависький;
  - бронзові призери чемпіонату світу Федеріка Файелла / Массімо Скалі;
  - бронзові призери олімпійських ігор Олена Грушина / Руслан Гончаров;
  - бронзові призери чемпіонатів Європи Шинед Керр / Джон Керр
  - чемпіони світу серед юніорів Олена Романовська / Олександр Грачов;
  - чемпіони світу серед юніорів Чжен Сюнь / Хуан Сіньтун.
- Представники одиночного катання:
  - олімпійська чемпіонка Шизука Аракава;
  - бронзовий призер чемпіонату світу Акіко Судзукі;
  - чемпіон Європи Томаш Вернер;
  - бронзовий призер фіналу Гран-прі з фігурного катання серед юніорів Христина Гао;
  - срібна медалістка зимової Універсіади 2011 Соня Лафуенте;
  - чемпіонка Європи Юлія Себестьєн;
  - чемпіонка Росії Ксенія Макарова;
  - чемпіонка світу серед юніорів Керолайн Чжан;
  - чемпіонка світу серед юніорів Шон Сойєр;
  - чемпіонка світу серед юніорів Софія Бірюкова;
  - чемпіонка світу серед юніорів Флер Максвелл
  - чемпіонка світу серед юніорів Нана Такеда;
  - чемпіонка світу серед юніорів Еллі Кавамура.

## Цікаве
- Наприкінці 90-х — початку 2000-х це танго можна було почути в переході зі станції Хрещатик до станції Майдан Незалежності Київського метрополітену, що було своєрідною візитівкою міста.